# Centaurea diluta
Centaurea diluta é uma espécie de planta com flor pertencente à família Asteraceae. 
A autoridade científica da espécie é Aiton, tendo sido publicada em Hortus Kewensis; or, a catalogue...3: 261. 1789.

## Portugal
Trata-se de uma espécie presente no território português, nomeadamente em Portugal Continental e no Arquipélago dos Açores.
Em termos de naturalidade é nativa de Portugal Continental e introduzida no Arquipélago dos Açores.

## Protecção
Não se encontra protegida por legislação portuguesa ou da Comunidade Europeia.